# Anna
Anna je ženské rodné jméno hebrejského původu (hebrejsky חַנָּה‎, Chana či Channa), které znamená „milostiplná“ či „milá“. Ze stejného hebrejského jména pochází také jména Hana a Hannah. V bibli se vyskytují dvě ženy s tímto jménem, matka proroka Samuela Chana z 1. knihy Samuelovy a v Novém zákoně prorokyně Anna, dcera Fanuelova z kmene Ašer která žila v Jeruzalémském Chrámu a očekávala příchod Mesiáše a rozpoznala ho v Ježíši.
V nekanonických evangeliích má jméno Anna matka Marie, matky Ježíše Krista. Podle českého kalendáře a ustanovení druhého vatikánského koncilu mají rodiče Panny Marie, svatá Anna a Jáchym, svátek 26. července. Roku 1481 ji papež Sixtus IV. včlenil do římského kalendáře. Rokem 1584 a z nařízení papeže Řehoře XIII. se slaví svátek sv. Anny.
Anna je patronkou Innsbrucku, Florencie a Neapole a lidé ji prosí za šťastný sňatek a manželství, za požehnání dětí, za šťastný porod a za svou si ji berou vdovy, hospodyně, matky, dělnice, horníci, tkalci, soustružníci, umělečtí truhláři, mlynáři, kramáři, provazníci, krejčí, krajkáři, čeledíni aj.

## Domácké podoby
Anička, Aňa, Anča, Anda, Andulka, Anka, Anči, Nanynka, Any, Anica, Anika

### Zajímavost
Množství domácích variant jména Anna inspirovalo básníka Emanuela Fryntu k napsání básně Aničky. Báseň (spolu s dalšími Fryntovými texty) zhudebnil Petr Skoumal a písničku v roce 1991 zařadil na své album pro děti Kdyby prase mělo křídla.

## Četnost
Následující tabulka uvádí četnost jména v ČR a pořadí mezi ženskými jmény ve srovnání dvou roků, pro které jsou dostupné údaje MV ČR – lze z ní tedy vysledovat trend v užívání tohoto jména:
| Rok       | Četnost       | Pořadí    |
| --------- | ------------- | --------- |
| 1999      | 171 985       | 3.        |
| 2002      | 164 362       | 3.        |
| 2006      | 153 638       | 4.        |
| 2016      | 134 819       | 14.       |
| Porovnání | o 37 166 méně | o 11 hůře |

Změna procentního zastoupení tohoto jména mezi žijícími ženami v ČR (tj. procentní změna se započítáním celkového úbytku žen v ČR za sledované tři roky 1999–2002) je −3,7 %, což svědčí o poměrně značném poklesu obliby tohoto jména.
V lednu 2006 se podle údajů ČSÚ jednalo o 5. nejčastější ženské jméno mezi novorozenci.

## Varianty jména
- anglicky:  Aenn, Aen, Ann, Anissa, Anne, Annie
- finsky:  Anneli, Anni, Annikki, Annu
- francouzsky: Anaïs, Anne, Annelle, Annouche
- lotyšsky: Annija, Annika, Anniņa
- maďarsky: Anikó, Anilla, Anci, Ancsa
- německy: Anelie, Anke, Anina, Annchen, Annelie
- nizozemsky: Anouk, Ans, Antje, Annika, Annechien, Anneke
- rusky:  Anya, Anyuta, Anyutka, Asenka, Annushka
- řecky: Annio, Annoula, Annaki

## Známé Anny

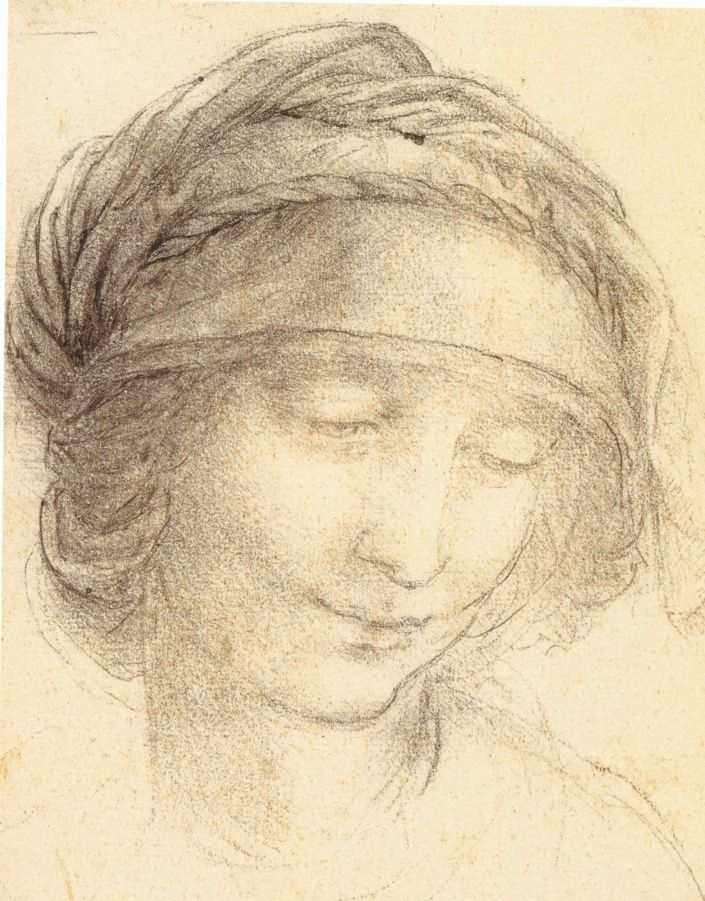
Leonardo da Vinci, Hlava sv. Anny – kresba

- Svatá Anna – podle legend matka Panny Marie
- bl. Anna Kateřina Emmerichová – německá augustiniánská řeholnice, římskokatolická mystička
- bl. Anna Kolesárová – slovenská mučednice čistoty

panovnice a šlechtičny
- Anna z Alençonu (1492–1562) – francouzská šlechtična a markýza z Montferratu
- Anna Amálie Brunšvicko–Wolfenbüttelská (1739–1807), německá princezna a skladatelka
- Anna Amálie Pruská (1723–1787) – německá hudební skladatelka a nejmladší sestra pruského krále Fridricha II. Velikého
- Anna Bavorská (1326–1361) – dolnobavorská vévodkyně
- Anna Beauchampová (1426–1492) – 16. hraběnka z Warwicku
- Anna Boleynová (1501–1536) – anglická královna, druhá manželka Jindřicha VIII. a matka královny Alžběty I.
- Anna Bourbonsko-Parmská (1923–2016) – poslední rumunská královna, manželka Michala I. Rumunského
- Anna Braniborská (1487–1514) – braniborská princezna a sňatkem šlesvická a holštýnská vévodkyně
- Anna Braniborská (1507–1567) – braniborská princezna a sňatkem meklenburská vévodkyně
- Anna Bretaňská (1477–1514) – francouzská královna a vévodkyně
- Anna Brunšvická (1390–1432) – brunšvicko-lüneburská princezna a hraběnka tyrolská
- Anna Brunšvicko-Grubenhagensko-Einbecká (1414–1474) – vévodkyně bavorská
- Anna Celjská (1380/1386?–1416) – polská královna a litevská velkokněžna
- Anna Černohorská (1874–1971) – černohorská princezna
- Anna Dánská (1574–1619) – dánská princezna a jako manželka Jakuba I. Stuarta skotská a anglická královna
- Anna Dánská (1532–1585) – dánská princezna a sňatkem saská kurfiřtka
- Anna d'Este (1531–1607) – vévodkyně z Nemours
- Anna Falcká (1329–1353) – česká a římská královna, druhá manželka Karla IV.
- Anna z Foix a Candale (1484?–1506) – uherská a česká královna, třetí manželka Vladislava Jagellonského
- Anna Gonzagová (1616–1684) – italsko-francouzská šlechtična a salonistka
- Anna Granovská († po 1452) – manželka opolského knížete Boleslava V. Heretika a opolská kněžna
- Anna Habsburská (1280–1327) – markraběnka braniborská a kněžna vratislavská pocházející z habsburské dynastie
- Anna Habsburská (1318–1343) – dolnobavorská vévodkyně a poté gorická hraběnka
- Anna Habsburská (1432–1462) – lucemburská vévodkyně a durynská lantkraběnka
- Anna Habsburská (1528–1590) – rakouská arcivévodkyně a sňatkem vévodkyně bavorská
- Anna Habsburská (1549–1580) – dcera císaře Maxmiliána II.Habsburského, rakouská arcivévodkyně a čtvrtá manželka Filipa II.Španělského
- Anna Habsburská (1573–1598) – polská a švédská královna, žena Zikmund III. Vasy a matka Vladislava IV. Vasy
- Anna Hannoverská (1709–1759) – rodem britská princezna, Princess Royal a sňatkem princezna Oranje-Nassau
- Anna Henrietta Bavorská (1648–1723) – falcká princezna, vévodkyně z Condé
- Anna Hlohovská († 1483) – hlohovská kněžna z rodu slezských Piastovců
- Anna Hlohovská – bavorská vévodkyně
- Anna Hydeová (1637–1671) – první manželka Jakuba II. Stuarta
- Anna Ivanovna (1693–1740) – vévodkyně kuronská a zemgalská, carevna
- Anna Jagellonská – pomořanská kněžna z rodu Jagellonců
- Anna Jagellonská (1503–1547) – uherská, česká a římská královna, manželka Ferdinanda I., sestra Ludvíka Jagellonského
- Anna Jagellonská (1523–1596) – polská královna a velkokněžna litevská
- Anna Jindřiška Francouzská (1727–1752) – dcera Ludvíka XV., dvojče Luisy Alžběty Francouzské
- Anna Kateřina Braniborská (1575–1612) – norská a dánská královna
- Anna Kateřina Gonzagová (1566–1621) – tyrolská hraběnka
- Anna Kateřina Konstance Vasa (1619–1651) – falcká hraběnka
- Anna Klevská (1515–1557) – německá královna Anglie
- Anna Koltovská (†1626) – ruská carevna
- Anna Komnenovna (1084–1134) – dcera byzantského císaře a spisovatelka
- Anna Komnena Angelina (1176–1212) – dcera byzantského císaře Alexia III. Angela
- Anna Korutanská (1300–1331/1335) – rýnská falckraběnka z rodu Menhardovců
- Anna Lehnická (1204–1265) – dcera Přemysla Otakara I., slezská kněžna
- Anna Lucemburská (1366–1394) – také Anna Česká, dcera Karla IV., anglická královna
- Anne-Nicole-Constance de Montalais (1641–?) – francouzská šlechtična známá ze Tří mušketýrů jako Aura de Montalais
- Anna od Ježíše Marie Portugalská (1806–1857) – portugalská infantka
- Anna Opavská († 1515), abatyše cisterciáckého kláštera v Trzebnici
- Anna Orleánská (1906–1986) – vévodkyně z Aosty
- Anna Porfyrogennéta (963–1011) – byzantská princezna, manželka ruského knížete Vladimíra I.
- Anna Pruská (1576–1625) – manželka kurfiřta Jana Zikmunda Braniborského
- Anna Přemyslovna (1290–1313) – česká královna, dcera Václava II. a Guty Habsburské, manželka Jindřicha Korutanského
- Anna Rakouská (1601–1666) – francouzská královna
- Anna Ratibořská (1292/1298–1340) – ratibořská kněžna
- Anna Saská (1437) (1437–1512) – saská princezna a sňatkem braniborská kurfiřtka
- Anna Stuartovna (1665–1714) – královna Anglie, Irska a Skotska
- Anna Svídnická (1339–1362) – česká královna, třetí manželka Karla IV.
- Anna Těšínská (1367) († 1367) – lehnická kněžna
- Anna Tyrolská (1585– 1618) – rakouská arcivévodkyně
- Anna Uherská (1226/27–po 1270) – mačevská vévodkyně, manželka Rostislava Haličského
- Anna Uherská (1260–1281) – byzantská císařovna

některé další nositelky
- Seznam článků začínajících na „Ann“
- Anna Andrejevna Achmatovová (1889–1966) – ruská lyrická básnířka a překladatelka
- Anna Ancherová (1859–1935) – dánská malířka
- Anna Atkinsová (1799–1871) – anglická botanička a fotografka
- Anna Belknap (* 1972) – americká herečka
- Anna Bergmanová (* 1948) – švédská herečka
- Anna Cima (* 1991) – česká japanoložka a spisovatelka
- Anna Čičerovová (* 1982) – ruská atletka
- Anna Čtvrtníčková (* 2003) – česká herečka
- Anna Čurdová (* 1962) – česká politička
- Anna Danilinová (* 1995) – kazachstánská tenistka
- Anna de Noailles (1876–1933) – francouzská spisovatelka německého původu
- Anna Farisová (* 1876) – americká herečka
- Anna Fárová (1928–2010) – česko-francouzská historička umění
- Anna Fernstädtová (* 1996) – česko-německá skeletonistka
- Anne Franková (1929–1945) – německá autorka
- Anna Freudová (1895–1982) – rakousko-uhersko-britská psychoanalytička židovského původu
- Anna Gasserová (* 1991) – rakouská snowboardistka
- Anna Geislerová (* 1976) – česká herečka
- Anna Hostomská (1907–1995) – hudební propagátorka, spisovatelka a překladatelka
- Anna Kalinská (* 1998) – ruská tenistka
- Anna Kendrick (* 1985) – americká herečka a zpěvačka
- Anna Klicperová (1796–1837) – česká vlastenka, ochotnická herečka, první manželka Václava Klimenta Klicpery
- Anna Klicperová (Trnková) (1814–1900) – druhá manželka Václava Klimenta Klicpery
- Anna Kurnikovová (* 1981) – ruská tenistka
- Anna Letenská (1904–1942) – česká herečka
- Anna Levine (* 1953) – americká herečka
- Anna Magnussonová (* 1995) – švédská biatlonistka
- Anna Masaryková (1911–1996) – česká historička umění, výtvarná kritička, vnučka Tomáše Garrigue Masaryka
- Anna Náprstková (1788–1873) – česká podnikatelka a filantropka
- Anny Ondráková (1902–1987) – česká herečka
- Anna Paquin (* 1982) – novozélandská herečka
- Anna Politkovská (1958–2006) – ruská novinářka
- Anna Šabatová (* 1951) – česká disidentka, signatářka Charty 77, veřejná ochránkyně práv
- Anna Šišková (* 1960) – slovenská herečka
- Anna Wintourová (* 1949) – britsko-americká novinářka

## Fiktivní Anny
- Anna Engelhardtová – fiktivní postava ze seriálu Kobra 11
- Anna Karenina – fiktivní postava z románu Anna Karenina L. N. Tolstoje
- Anna Lišková – pekařka ze seriálu Ulice. Hraje ji Ljuba Krbová
- Anna Máchalová z pohádky S čerty nejsou žerty
- Anna Shirleyová – fiktivní postava z románu Anna ze Zeleného domu Lucy Maud Montgomery
- Anička z pohádky Tajemství staré bambitky
- Anče ze seriálu Krkonošské pohádky
- Anna Drncová z pohádky Lotrando a Zubejda
- Anna Fryntová ze seriálu Ordinace v růžové zahradě 2

## V kultuře
- Anna Bolena – opera Gaetana Donizettiho
- Anna Elliotová – román od Jane Austenové
- Anna Karenina – filmy
- Anna Kareninová – román od Lva Nikolajeviče Tolstého
- Anna Kareninová (Hlobil) – opera

## Pranostiky
- Svatá Anna, chladna z rána.
- Svatá Anna žito žala.
- Když na svatou Annu mravenci pilně lezou a dělají si kopky, hádá se na tuhou zimu.
- Bábo, bábo, svatá Anno, dej aby uzrálo!
- O svaté Anně žitečka se nažne.
- Svatý Jakub dává kukuřici klasy, svatá Anna vlasy.
- Jakub načeše, Anna napeče.